# 沙田培英中學
22°23′21.4″N 114°11′40.1″E / 22.389278°N 114.194472°E

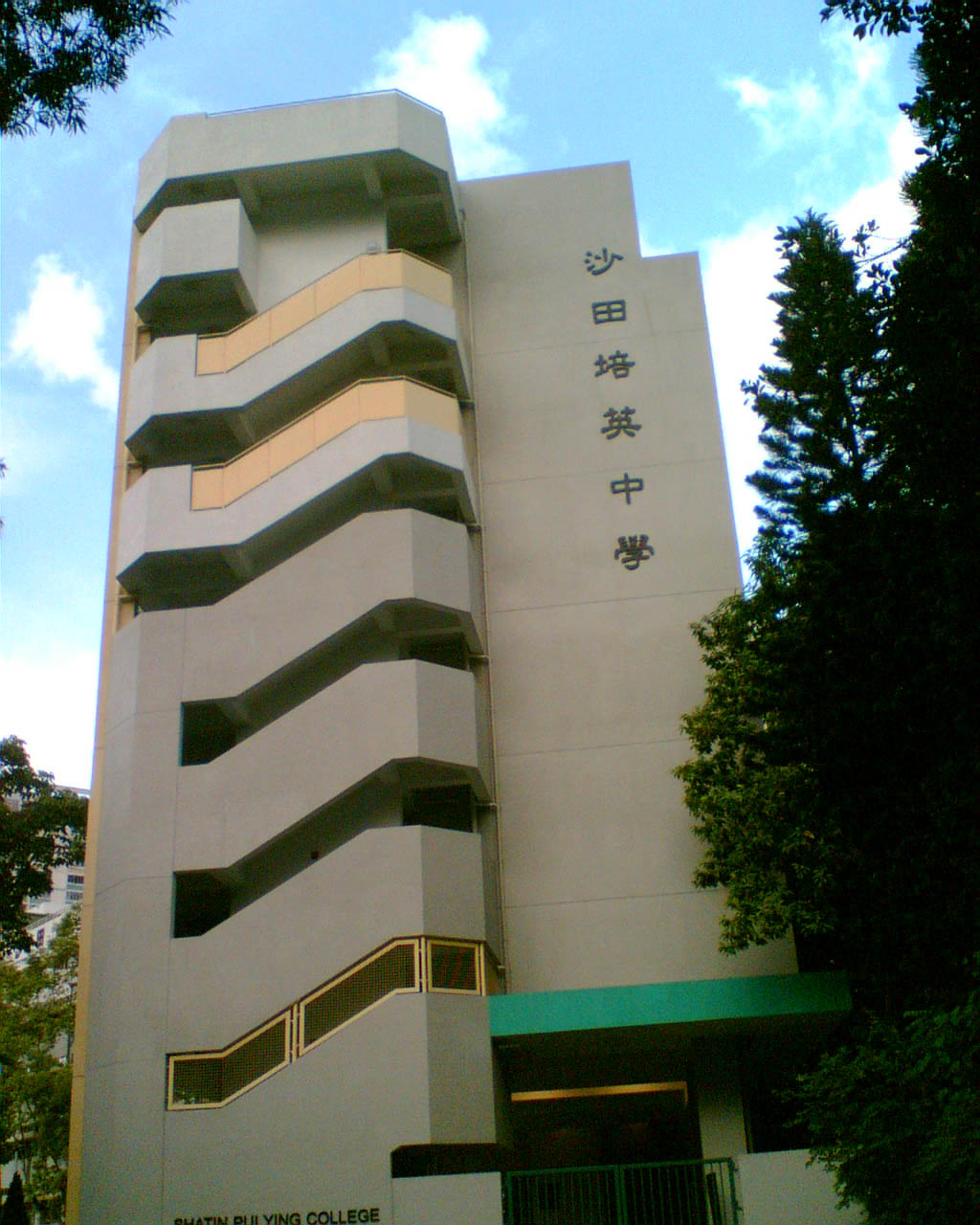
沙田培英中學新翼大樓

沙田培英中學是位於香港沙田禾輋邨，於1978年建校，與沙田蘇浙公學為鄰，為一間知名的第一組別基督教英文文法中學。全校共25班，包括中四五班、中一至中三及中五至中六各四班。

## 校政管理
歷任校監
- 1978年至1984年：汪彼得 牧師
- 1984年至1986年：李權 牧師
- 1986年至1992年：黃國熙 先生
- 1992年至1993年：翁珏光 牧師
- 1993年至2003年：蘇棉煥 先生
- 2003年至2007年：吳振智 牧師
- 2007年至2020年：蘇成溢 牧師
- 2020年至今：蒲錦昌 牧師

歷任校長
| 年份      | 姓名   | 備註                 |
| --------- | ------ | -------------------- |
| 1978-1996 | 黃衛華 | 首任校長             |
| 1996-2015 | 邱藹源 | 由副校長升任         |
| 2015-2023 | 陳麗芬 | 由副校長升任         |
| 2023-現在 | 朱嘉添 | 前香港真光書院副校長 |

## 歷史
沙田培英中學的校祖那夏禮牧師來自美國，是美國長老會的傳教士。他在1879年於廣州城西沙基開辦學校。之後「廣州培英」、「台山培英」、「江門培英」及「香港培英」先後成立。
為紀念「培英」創校百周年，中華基督教會香港區會支持開辦該校，作為「培英」的第五間中學。該校原定於1979年9月開課，不過為應教育署的要求，開課日子提早一年至1978年，並借用位於沙田瀝源的浸信會呂明才中學上課，由同系基華小學下午校校長黃衛華先生出任校長。開校首年中只有12班中一和16位教師。直到1979年9月，才搬到沙田禾輋邨的連環型校舍。
該校的圖書館初時位於該校校舍的3樓，1982年9月才正式啟用，當時藏書量只有3,000多本書。 那時圖書館共分為藏書閣、工作房和自修室3個部分，自修室是有多個用途的特別室，既是老師的會議室，也是流動班用來上課的課室。經過用電腦大量輸入書籍資料後，圖書館在2001年9月開始投入電腦化運作。該校在2005年7月落成新翼大樓，當中包括部分中五的課室、活動室、圖書館及電腦室。
該校在1994年11月成立學生會和在1995年成立家長教師會。該校由1995年9月開始逐年調整班級結構，令學校於1997年9月達到平衡班制，即由中一至中五各級有五班。1996年8月黃衛華校長退休，由邱藹源副校長繼任，也從同年9月起，該校取消了「精英班」制。
2015年9月起，邱藹源校長退休，由陳麗芬副校長繼任，陳得南老師則升任成為副校長。
2019年9月，沙田、大圍和馬鞍山區共有二十多間中學築成至少六條聯校人鏈，反對逃犯條例修訂草案。沙田源禾路的五所中學（沙田培英中學、沙田蘇浙公學、聖公會曾肇添中學、浸信會呂明才中學、東華三院馮黃鳳亭中學）的學生校友組成人鏈。
2020年8月起，陳得南副校長離任，並到旅港開平商會中學就任校長一職。王國棟老師於2020-21年度升任為副校長，同時麥嘉文老師亦獲委任為助理校長。
2023年9月起，陳麗芬校長退休，由朱嘉添先生擔任新校長一職。
2024年9月起，曾山珊副校長離任。

## 校園生活

### 拔尖補底
該校設立多個獎學金和學科獎。該校更設立獨有的翱鷹計劃及飛躍計劃，前者共分四個階段，達標的學生可分別得到銅、銀及金鷹獎章和優點；後者實際是進步獎。
該校替低年級學生開設培苗班及增潤班，為中文、英文及數學科提供一些功課輔導。該校也有推薦學生參加由公眾知名的作家主講的中文寫作坊，而校內的外籍英語老師及資深的英文老師提供了英語拔尖班。該校亦有推薦成績好的學生參加校外的比賽如數學比賽，及校外的資優課程如香港大學、香港中文大學及香港科技大學開辦的理科課程。

### 校歌
該校有一首校歌和一首校詩。校歌有三段中文歌詞，而旋律是家傳戶曉的《噢聖誕樹》。而校詩則有三段，以英文為歌詞。

### 校外比賽
該校學生常參加的比賽有音樂、體育、辯論、朗誦、寫作、數學及其他學術比賽等。最大型的比賽包括恆隆數學獎，當中該校曾在2004年取得優異獎，在2006年取得特別嘉許獎,在2008年取得優異獎，在2010年取得優異獎及在2012年取得優異獎。
該校學生曾在2011年參加《聲空奇遇》徵文比賽取得冠軍，這項比賽希望藉着一系列的活動宣揚共融訊息，透過文字讓社會大眾了解聽障人士的心聲，勉勵聽障人士活出積極及精彩的人生，為社會大眾與聽障人士創造彼此溝通和了解的機會。

## 圖書館
沙田培英中學圖書館位於校舍新翼二樓。該館在2005年8月成功搬到學校新翼，新館現時館藏量已有多於3萬2千項供同學借閱。

## 學生會
該校的學生會在1994年11月成立，每年約在11月進行新一屆的學生會幹事選舉。而該校學生會使用代表制的選舉方法，先由各級級社及行政小組推選16名候選人，再由全體學生選舉選出11名幹事，組成新一屆幹事會。學生會的工作包括與校方配合定立政策、為學生爭取褔利和售賣各種文儀用品，傳統活動包括舉辦敬師日、便服日、捐血日、慈善拍賣會、三人籃球賽、七人足球比賽、舊書買賣會及兩年一度的校園祭等。
該會以會長為行政首長，設有外務及內務副主席協助主席處理各項事務。另外，幹事會內設有財政、康樂、文書、學術、體育、福利、總務及宣傳的職位，連同正副主席合共11名幹事。此外，幹事會亦有4位顧問老師負責監察該會的運作。

## 辯論隊
該校辯論隊於近年大型盃賽中奪得多個獎項：
- 第廿三屆新界聯校辯論比賽季軍
- 第七屆《基本法》多面體──全港中學生辯論賽（公民網盃）亞軍
- 第九屆《基本法》多面體──全港中學生辯論賽（基本法盃）全港總冠軍

## 外部連結
- 沙田培英中學主頁 （页面存档备份，存于）